# Ashley Miller (regista)
Ashley Miller (Cincinnati, 11 agosto 1867 – New York, 19 novembre 1949) è stato un regista e sceneggiatore statunitense del cinema muto.
Lavorò anche nell'animazione, prendendo parte a sette pellicole. Nella sua carriera cinematografica, che durò dal 1910 al 1923, diresse 115 film e ne sceneggiò 30.

## Filmografia

### Regista
- A Japanese Peach Boy – cortometraggio (1910)
- A Queen of the Burlesque  (1910)
- A Trip to Mars  (1910)
- A Victim of Bridge  (1910)
- That Girl of Dixon's  (1910)
- Her First Appearance, co-regia di Edwin S. Porter – cortometraggio (1910)
- Gallegher – cortometraggio (1910)
- The Piece of Lace – cortometraggio (1910)
- Mr. Bumptious on Birds (1910)
- Bootles' Baby (1910)
- How Bumptious Papered the Parlor (1910)
- The Man Who Learned (1910)
- A Christmas Carol, co-regia di (non accreditati) Charles Kent e J. Searle Dawley – cortometraggio (1910)
- Van Bibber's Experiment – cortometraggio (1911)
- An Island Comedy – cortometraggio (1911)
- The Girl and the Motor Boat – cortometraggio (1911)
- Willie Wise and His Motor Boa (1911)
- The Ghost's Warning – cortometraggio (1911)
- The Story of the Indian Ledge – cortometraggio (1911)
- The Lure of the City – cortometraggio (1911)
- The Heart of Nichette – cortometraggio (1911)
- Santa Claus and the Clubman (1911)
- How Sir Andrew Lost His Vote – cortometraggio  (1911)
- Children Who Labor – cortometraggio (1912)
- The Street Beautiful – cortometraggio (1912)
- The Foundling – cortometraggio (1912)
- At the Masquerade Ball – cortometraggio (1912)
- The Old Reporter (1912)
- The New Squire (1912)
- Nebbia (Fog) – cortometraggio (1912)
- Lady Clare (1912)
- An Old Appointment (1912)

- The Man He Might Have Been (1913)
- The Dancer (1913)
- How Did It Finish? – cortometraggio (1913)
- Joyce of the North Woods  (1913)
- A Royal Romance (1913)
- A Pious Undertaking – cortometraggio (1913)

- United in Danger – cortometraggio (1914)
- On the Great Steel Beam – cortometraggio (1914)
- The Last Scene of All – cortometraggio (1914)
- The Drama of Heyville – cortometraggio (1914)
- The Resurrection of Caleb Worth – cortometraggio (1914)
- The Song of Solomon – cortometraggio (1914)
- The Coward and the Man – cortometraggio (1914)
- Conscientious Caroline – cortometraggio (1914)
- A Foolish Agreement – cortometraggio (1914)
- Back to the Simple Life – cortometraggio (1914)

- The Ever-Gallant Marquis – cortometraggio (1914)
- One Touch of Nature – cortometraggio (1914)
- My Friend from India, co-regia di Harry Beaumont – cortometraggio (1914)
- Nearly a Widow – cortometraggio (1914)
- Treasure Trove – cortometraggio (1914)
- An Absent-Minded Cupid – cortometraggio
- Dick Potter's Wife – cortometraggio (1914)
- The Blue Coyote Cherry Crop – cortometraggio (1914)
- Grand Opera in Rubeville – cortometraggio (1914)
- A Transplanted Prairie Flower – cortometraggio (1914)
- Bootle's Baby – cortometraggio (1914)
- Shorty – cortometraggio (1914)
- His Chorus Girl Wife – cortometraggio (1914)
- Who Goes There? – cortometraggio (1914)
- 'Twas the Night Before Christmas – cortometraggio(1914)
- The Glory of Clementina – cortometraggio (1915)
- With Bridges Burned (1915)
- The House of Fear, co-regia di John Ince (1915)
- The Girl at the Key
- The Quest of Life (1916)
- The Last Leaf (1917)
- Infidelity (1917)

### Sceneggiatore
- The Street Beautiful, regia di Ashley Miller – cortometraggio (1912)
- The Actress, regia di Ashley Miller – cortometraggio (1912)
- The Drama of Heyville, regia di Ashley Miller – cortometraggio (1914)
- The Mystery of the Laughing Death, regia di George Lessey – cortometraggio (1914)
- The Resurrection of Caleb Worth, regia di Ashley Miller – cortometraggio (1914)
- The Coward and the Man, regia di Ashley Miller – cortometraggio (1914)
- Conscientious Caroline, regia di Ashley Miller – cortometraggio (1914)
- The Ever-Gallant Marquis, regia di Ashley Miller – cortometraggio (1914)
- My Friend from India, regia di Harry Beaumont, Ashley Miller – cortometraggio (1914)
- An Absent-Minded Cupid, regia di Ashley Miller – cortometraggio
- His Chorus Girl Wife, regia di Ashley Miller – cortometraggio (1914)